# Émile Keller
Émile Keller, född den 8 oktober 1828 i Belfort, död den 20 februari 1909 i Paris, var en fransk greve och politiker. 
Keller invaldes 1857 som officiell kandidat i  lagstiftande kåren, men uppträdde där som sträng katolik mot regeringens italienska politik och till försvar för påvens världsliga makt. Han utestängdes därför vid valet 1863, men besegrade 1869 regeringskandidaten, anförde under kriget 1870 en frikår och invaldes den 8 februari 1871 i nationalförsamlingen. Där protesterade han vältaligt mot avträdandet av Elsass-Lothringen samt röstade mot fredspreliminärerna, varefter han med sina kamrater från Elsass lämnade församlingen. Efter kompletteringsvalen i juli samma år återkom han som Belforts representant och tog verksam del i författningsarbetet. Åren 1876-1881 och 1885-1889 var han medlem av deputeradekammaren, tillhörande dess yttersta höger. Keller skrev från romersk-katolsk synpunkt en Histoire de France (2 band, 1858; 9:e upplagan 1894), en biografi över general Lamoricière (2 band, 1875, ny upplaga 1891) och flera politiska broschyrer. Sitt socialpolitiska program framlade han i L'ouvrier libre (1898).